# WRESTLE PRINCESS 4
『WRESTLE PRINCESS IV』（レッスルプリンセス・フォー）は、日本の女子プロレス団体東京女子プロレスが東京たま未来メッセで行った興行。

## 概要
東京女子プロレスの東京たま未来メッセ初進出となる興行。2023年5月8日に政府がCOVID-19の感染症法上の位置付けを5類に変更させたことに伴い、コロナ禍前とほぼ同様の観戦様式で開催された。
動画配信サイトWRESTLE UNIVERSEでのゲスト解説を、GRAND PRINCESS '23に続きアイドルグループOCHA NORMAの中山夏月姫が担当。
大会では、全部で10試合が行われた。第6試合のNEO美威獅鬼軍のメンバー全員登場の8人タッグマッチでは、試合後に沙希様がマイクアピールで東京女子からの撤退を表明。2015年3月22日の初陣以来、ユニット名やメンバーを変更しながら継続されてきた美威獅鬼軍は、ここに事実上の終焉を迎えることになった。
第8試合は、マジカルシュガーラビッツ（坂崎ユカ&瑞希）の返上により空位となっていたプリンセス・オブ・プリンセス王座の新王者決定戦で、ふりーWiFi（角田奈穂&乃蒼ヒカリ）が東洋盟友（上福ゆき&桐生真弥）から勝利して第14代王者となった。セミファイナルでは、NWA世界女子TV王者のマックス・ジ・インペイラーとインターナショナル・プリンセス王者の辰巳リカがお互いのベルトを賭けて戦い、インペイラーが辰巳を破って2つのベルトを手中に収めた。メインイベントのプリンセス・オブ・プリンセス王座は、山下実優が瑞希を下して4度目の王座獲得。この時点で保持していたEVE王座とSPARK女子世界王座と合わせてシングル3冠王者となった
。

## 試合
| オープニングマッチ 15分一本勝負 シングルマッチ |                                            |                                                         |
| ●風城ハル | 5分16秒 逆片エビ固め                       | 大久保琉那〇                                            |
| 第二試合 20分一本勝負 6人タッグマッチ |                                            |                                                         |
| 〇遠藤有栖 鳥喰かや HIMAWARI | 12分7秒 キャメルクラッチ                   | HARUKAZE 長谷川美子● リアラ                             |
| 第三試合 15分一本勝負 シングルマッチ |                                            |                                                         |
| 〇宮本もか | 6分28秒 鴻臚館→体固め                      | 長野じゅりあ●                                           |
| 第四試合 20分一本勝負 6人タッグマッチ |                                            |                                                         |
| 〇アジャコング らく 鈴木志乃 | 11分4秒 バックドロップ→片エビ固め          | ハイパーミサヲ 上原わかな● 凍雅                         |
| 第五試合 20分一本勝負 タッグマッチ |                                            |                                                         |
| 水波綾 ●愛野ユキ | 13分10秒 Finally→片エビ固め                | 渡辺未詩 荒井優希〇                                     |
| 第六試合 20分一本勝負 8人タッグマッチ |                                            |                                                         |
| 〇沙希様 メイ・サン＝ミッシェル マーサ ユキオ・サン＝ローラン | 14分45秒 アカデミー賞→片エビ固め           | 中島翔子 原宿ぽむ● 鈴芽 アントーニオ本多                |
| 第七試合 20分一本勝負 スペシャルシングルマッチ |                                            |                                                         |
| 〇ナイラ・ローズ | 12分20秒 ビーストボム→エビ固め             | 伊藤麻希●                                               |
| 第八試合 30分一本勝負 プリンセスタッグ王座決定戦 |                                            |                                                         |
| 上福ゆき ●桐生真弥 （東洋盟友） | 13分37秒 紫電改→片エビ固め                 | 乃蒼ヒカリ 角田奈穂〇 （ふりーWiFi）                    |
| ふりーWiFiが第14代王者組となる。 |                                            |                                                         |
| セミファイナル 30分一本勝負 インターナショナル・プリンセス＆NWA世界女子TV両選手権試合                                                                                            |                                            |                                                         |
| ●辰巳リカ （インターナショナル・プリンセス第10代王者） | 13分42秒 ショートレンジ・ラリアット→体固め | マックス・ジ・インペイラー〇 （NWA世界女子TV第2代王者） |
| 第10代インターナショナル・プリンセス王者が5度目の防衛に失敗、インペイラーが第2代NWA世界女子TV王座3度目の防衛に成功するとともに、第11代インターナショナル・プリンセス王者となる。 |                                            |                                                         |
| メインイベント 30分一本勝負 プリンセス・オブ・プリンセス選手権試合 |                                            |                                                         |
| ●瑞希 （第11代王者） | 21分24秒 クラッシュ・ラビットヒート→体固め | 山下実優〇 （挑戦者）                                   |
| 第12代王者が4度目の防衛に失敗、山下が第13代王者となる。 |                                            |                                                         |